# Edward Abramowski
Edward Józef Abramowski (17 de agosto de 1868 – Varsóvia, 21 de junho de 1918) foi um filósofo polaco, um dos mais importantes teóricos do anarquismo e do cooperativismo na Polónia.

## Biografia
Abramowski nasceu em 17 de agosto de 1868 em Stefanin, na província de Vasilkovsky Uyezd de Kiev (atual Ucrânia) filho de Jadwiga e Edward. Depois que sua mãe morreu (em 1878), ele se mudou para Varsóvia em 1879, onde sua professora, Maria Konopnicka, o apresentou aos membros do Primeiro Proletariado. Em 1892 ele participou do encontro de socialistas poloneses em Paris, onde o Partido Socialista Polonês foi fundado.
Abramowski é considerado o fundador do movimento cooperativo polonês, promovendo associações e iniciativas econômicas. Como um apoiador do movimento cooperativo, ele fundou uma revista cooperativa "Społem" (Juntos) em 1906.
Em 1915, ele recebeu uma cadeira de Psicologia Experimental na Universidade de Varsóvia, que ocupou até sua morte.
Ele morreu em 21 de junho de 1918 em Varsóvia.

## Pensamento
Influenciado por Leo Tolstoy, Abramowski se autodenomina um "socialista que rejeita o Estado" em sua obra mais importante, Socialismo e Estado. Ele prosseguiu com sua filosofia política em outras obras, como The Republic of Friends e General Collusion Against the Government. Nos últimos anos, seu pensamento tendeu cada vez mais para o anarco-sindicalismo, enfatizando a importância da organização cooperativa da força de trabalho.
Paralelamente a esta teorização político-social, desenvolveu também uma intensa atividade de investigação no domínio da psicologia experimental, demonstrando particular interesse pelo subconsciente.

## Trabalhos
- Zagadnienia socjalizmu, Lviv 1899
- Etyka a rewolucja, 1899
- Socjalizm a państwo. Przyczynek do krytyki współczesnego socjalizmu, Lviv 1904
- Zmowa powszechna przeciw rządowi, Cracóvia 1905
- Idee społeczne kooperatyzmu 1907
- Le subconscient normal 1914
- Pisma, t. I-IV, Warszawa 1924-1928
- Filozofia społeczna. Wybór pism, Varsóvia 1968
- Metafizyka doświadczalna i inne pisma, Varsóvia 1980